# Vesicularia sigmangia
Vesicularia sigmangia là một loài Rêu trong họ Hypnaceae. Loài này được (Broth.) Broth. miêu tả khoa học đầu tiên năm 1908.